# Théophile Alexandre Steinlen
Théophile Alexandre Steinlen (10. listopad 1859 Lausanne – 13. prosinec 1923 Paříž), často známý pouze jako Steinlen, byl původem švýcarský malíř, grafik a ilustrátor, který působil v Paříži.
Znám byl svými návrhy plakátů, zejména pro kabaret Le Chat noir, ve stylu francouzské secese.

## Dílo

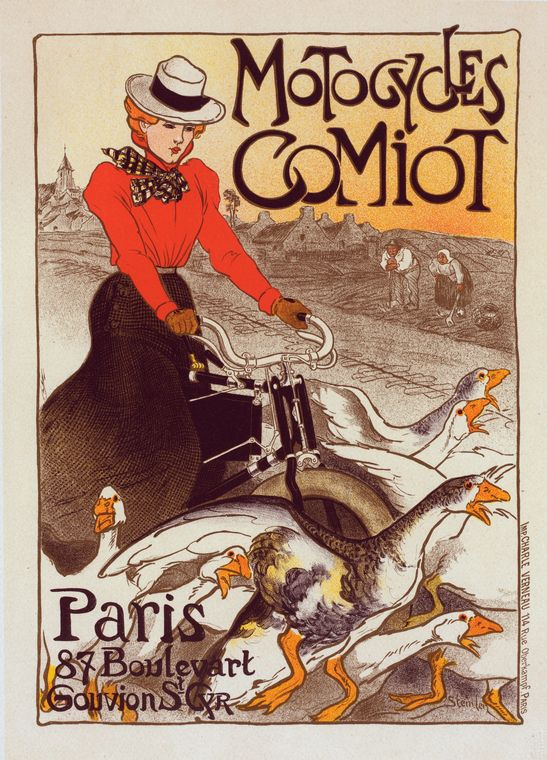
Motocycles Comiot
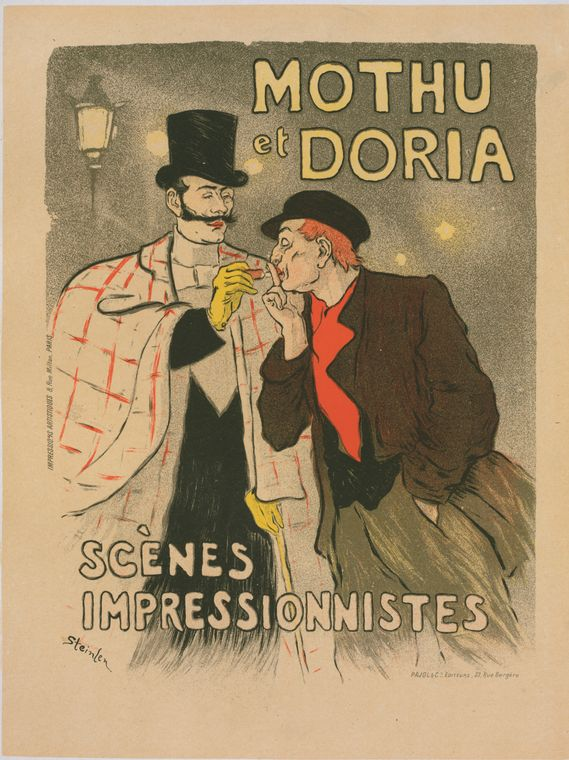
Mothu et Doria
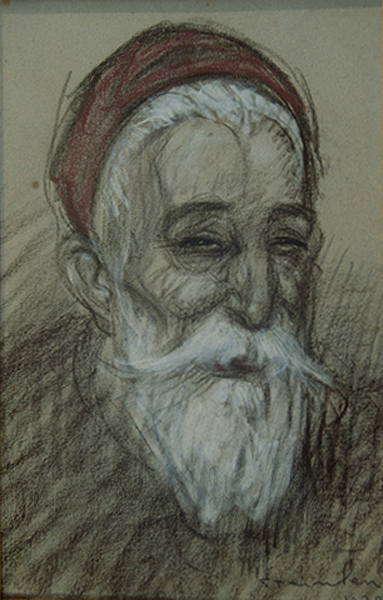
Anatole France
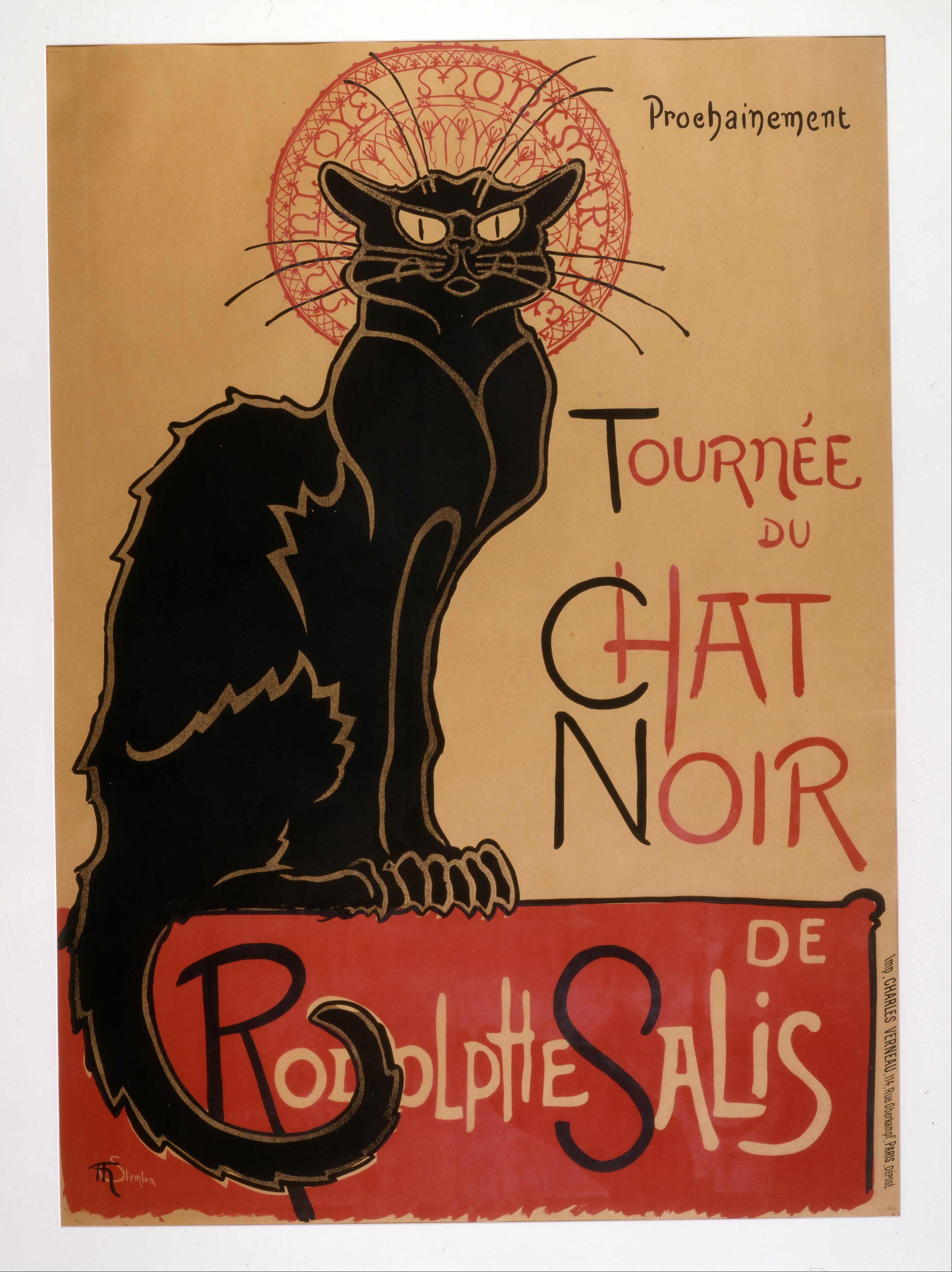
Plakát pro kabaret Chat Noir v Paříži (1896)